# 대야초등학교 (경기)
대야초등학교는 대한민국 경기도 시흥시에 있는 공립 초등학교이다.

## 학교 연혁
- 1990년 9월 1일: 개교
- 1994년 9월 4일: 특수학급 1학급 편성
- 1999년 3월 12일: 병설유치원 개원
- 2011년 3월 1일: 특수학급 2학급 편성

## 학교 상징
- 교화 - 개나리
- 교목 - 느티나무

## 참고 자료
- 대야초등학교 - 한국교육학술정보원 학교알리미